# Temporada 1982-83 de los Kansas City Kings
La temporada 1982-83 fue la trigésimo quinta de los Kings en la NBA, y la undécima en Kansas City. La temporada regular acabó con 45 victorias y 37 derrotas, ocupando el séptimo puesto de la Conferencia Oeste, no logrando clasificarse para los playoffs.

## Elecciones en elDraft
| Ronda | Puesto | Jugador          | Posición  | Nacionalidad   | Universidad     |
| ----- | ------ | ---------------- | --------- | -------------- | --------------- |
| 1     | 5      | LaSalle Thompson | Pívot     | Estados Unidos | Texas           |
| 1     | 17     | Brook Steppe     | Escolta   | Estados Unidos | Georgia Tech    |
| 3     | 51     | Jim Johnstone    | Ala-Pívot | Estados Unidos | Wake Forest     |
| 4     | 74     | Mike Sanders     | Escolta   | Estados Unidos | UCLA            |
| 5     | 97     | Kenny Simpson    | Alero     | Estados Unidos | Grambling State |
| 8     | 166    | Ed Nealy         | Ala-Pívot | Estados Unidos | Kansas State    |

## Temporada regular
| División Medio Oeste | División Medio Oeste | División Medio Oeste | División Medio Oeste | División Medio Oeste | División Medio Oeste | División Medio Oeste | División Medio Oeste | División Medio Oeste |
| Equipo               | G                    | P                    | %                    | PD                   | Casa                 | Fuera                | Div                  |                      |
| -------------------- | -------------------- | -------------------- | -------------------- | -------------------- | -------------------- | -------------------- | -------------------- | -------------------- |
| y-San Antonio Spurs  | 53                   | 29                   | .646                 | –                    | 31–10                | 22–19                | 21–9                 |                      |
| x-Denver Nuggets     | 45                   | 37                   | .549                 | 8                    | 29–12                | 16–25                | 17–13                |                      |
| Kansas City Kings    | 45                   | 37                   | .549                 | 8                    | 30–11                | 15–26                | 18–12                |                      |
| Dallas Mavericks     | 38                   | 44                   | .463                 | 15                   | 23–18                | 15–26                | 15–15                |                      |
| Utah Jazz            | 30                   | 52                   | .366                 | 23                   | 21–20                | 9–32                 | 15–15                |                      |
| Houston Rockets      | 14                   | 68                   | .171                 | 39                   | 9–32                 | 5–36                 | 4–26                 |                      |

## Estadísticas
| Rk | Jugador          | Edad | P  | PT | MP   | TC  | TCI  | %TC  | T3  | T3I | %T3  | TL  | TLI | %TL  | RO  | RD  | RT  | AS  | RB  | TAP | BP  | FP  | PTS  |
| -- | ---------------- | ---- | -- | -- | ---- | --- | ---- | ---- | --- | --- | ---- | --- | --- | ---- | --- | --- | --- | --- | --- | --- | --- | --- | ---- |
| 1  | Larry Drew       | 24   | 75 | 74 | 35.9 | 8.0 | 16.2 | .492 | 0.0 | 0.2 | .125 | 4.1 | 5.0 | .820 | 0.6 | 2.2 | 2.8 | 8.1 | 1.7 | 0.1 | 3.6 | 2.8 | 20.1 |
| 2  | Eddie Johnson    | 23   | 82 | 82 | 35.8 | 8.3 | 16.7 | .494 | 0.2 | 0.9 | .282 | 3.0 | 3.9 | .779 | 2.3 | 3.8 | 6.1 | 2.6 | 0.9 | 0.2 | 2.2 | 3.2 | 19.8 |
| 3  | Ray Williams     | 28   | 72 | 68 | 30.1 | 5.8 | 14.8 | .392 | 0.2 | 1.0 | .203 | 3.6 | 4.6 | .769 | 1.3 | 3.3 | 4.5 | 7.9 | 1.7 | 0.4 | 4.7 | 3.4 | 15.4 |
| 4  | Mike Woodson     | 24   | 81 | 3  | 30.0 | 7.2 | 14.2 | .506 | 0.1 | 0.4 | .212 | 3.7 | 4.7 | .790 | 1.0 | 2.0 | 3.1 | 3.1 | 1.7 | 0.7 | 2.1 | 2.5 | 18.2 |
| 5  | Joe Meriweather  | 29   | 78 | 74 | 21.9 | 3.3 | 5.8  | .570 | 0.0 | 0.0 |      | 1.3 | 2.1 | .626 | 1.9 | 3.5 | 5.4 | 0.8 | 0.6 | 1.1 | 1.5 | 3.7 | 7.9  |
| 6  | Ed Nealy         | 22   | 82 | 61 | 20.0 | 1.8 | 3.0  | .595 | 0.0 | 0.0 |      | 0.9 | 1.4 | .614 | 2.1 | 3.8 | 5.9 | 0.8 | 0.8 | 0.1 | 0.6 | 3.0 | 4.4  |
| 7  | Reggie Johnson   | 25   | 50 | 0  | 19.8 | 3.6 | 7.1  | .501 | 0.0 | 0.1 | .250 | 1.5 | 2.0 | .730 | 1.5 | 2.5 | 4.0 | 1.0 | 0.4 | 0.5 | 1.4 | 3.0 | 8.6  |
| 8  | Steve Johnson    | 25   | 79 | 21 | 19.5 | 4.7 | 7.5  | .624 | 0.0 | 0.0 |      | 2.4 | 4.1 | .574 | 1.8 | 3.3 | 5.0 | 1.2 | 0.5 | 1.1 | 2.3 | 4.1 | 11.7 |
| 9  | Reggie King      | 25   | 58 | 5  | 17.2 | 1.8 | 3.9  | .462 | 0.0 | 0.0 |      | 1.3 | 1.7 | .760 | 1.6 | 2.6 | 4.1 | 1.0 | 0.5 | 0.2 | 1.1 | 1.6 | 4.8  |
| 10 | LaSalle Thompson | 21   | 71 | 3  | 13.9 | 2.1 | 4.0  | .512 | 0.0 | 0.0 | .000 | 1.3 | 1.9 | .650 | 1.9 | 3.4 | 5.3 | 0.5 | 0.6 | 0.9 | 1.4 | 2.6 | 5.4  |
| 11 | Kevin Loder      | 23   | 66 | 13 | 12.4 | 2.1 | 4.5  | .460 | 0.1 | 0.1 | .556 | 0.8 | 1.2 | .663 | 0.6 | 1.3 | 1.9 | 1.1 | 0.4 | 0.1 | 1.0 | 1.5 | 5.1  |
| 12 | Kenny Dennard    | 24   | 22 | 0  | 10.2 | 0.5 | 1.5  | .324 | 0.0 | 0.0 |      | 0.3 | 0.4 | .667 | 0.9 | 1.5 | 2.4 | 0.3 | 0.7 | 0.0 | 0.2 | 1.2 | 1.3  |
| 13 | Brook Steppe     | 23   | 62 | 6  | 9.8  | 1.4 | 2.8  | .477 | 0.0 | 0.1 | .143 | 1.2 | 1.6 | .760 | 0.4 | 0.8 | 1.2 | 1.1 | 0.4 | 0.0 | 0.9 | 1.5 | 4.0  |
| 14 | Leon Douglas     | 28   | 5  | 0  | 9.2  | 0.4 | 0.6  | .667 | 0.0 | 0.0 |      | 0.0 | 0.4 | .000 | 0.6 | 0.8 | 1.4 | 0.0 | 0.0 | 0.6 | 0.2 | 2.6 | 0.8  |